# تله (استان سطیف)
تله (به عربی: التلة) یک شهرداری در الجزایر است که در استان سطیف واقع شده‌است.